# Нематология
Нематология (англ. Nematology, нематодология) — раздел зоологии, изучающий круглых червей типа нематод (Nematoda), который является одним из крупнейших в царстве животных по количеству видов (описано более 24 тысяч видов; предполагается, что их общее число видов может достигать полумиллиона). Хотя нематологические исследования восходят ко временам Аристотеля и даже более ранним, нематология как наука сформировалась только к концу XIX века.
Область исследования нематологии во многом перекрывается с гельминтологией, изучающей паразитических червей (глисты), к которым относятся многие круглые черви (около 15 тысяч видов из них являются паразитами человека, животных и растений), такие как аскариды, волосатики, острицы и другие.

Caenorhabditis elegans

Исследования молекулярной генетики модельного организма нематоды Caenorhabditis elegans помогли Эндрю Файер и Крейгу Мелло получить Нобелевскую премию по физиологии и медицине за «открытие РНК-интерференции — эффекта гашения активности определённых генов».

## Нематологические общества и федерации
- Afro-Asian Society of Nematologists (AASN)
- Australian Association of Nematologists (AAN)
- Brazilian Nematological Society (Sociedade Brasileira de Nematologia) (SBN)
- Chinese Society of Plant Nematologists (CSPN)
- Egyptian Society of Agricultural Nematology (ESAN)
- European Society of Nematologists (ESN)
- International Federation of Nematology Societies (IFNS)
- Italian Society of Nematologists (Societa Italiana di Nematologia) (SIN)
- Japanese Nematological Society (JNS)
- Nematological Society of India (NSI)
- Nematological Society of Southern Africa (Nematologiese Vereniging van Suidelike Afrika) (NSSA)
- Organization of Nematologists of Tropical America (ONTA)
- Pakistan Society of Nematologists (PSN)
- Russian Society of Nematologists (RSN, Российское общество нематологов)
- Society of Nematologists (SON)

## Нематологические журналы и издания (издатели)
- International Journal of Nematology (ASSN)
- Nematologia Brasileira (SBN)
- Journal of Nematology (SON)
- Nematology Newsletter (SON)
- The Egyptian Journal of Agronematology (ESAN)
- Egyptian Society of Agricultural Nematology Newsletter (ESAN)
- Nematology News (ESN)
- Nematologia Mediterranea (Istituto di Nematologia Agraria of the C.N.R.)
- Japanese Journal of Nematology (JSN)
- Indian Journal of Nematology (NSI)
- African Plant Protection (NSSA)
- Nematropica (ONTA)
- Organization of Nematologists of Tropical America Newsletter (ONTA)
- Pakistan Journal of Nematology (PSN)
- Pakistan Society of Nematologists Newsletter (PSN)
- Russian Journal of Nematology[англ.] (RSN)
- Nematologica (Brill Academic Publishers)
- Nematology (Brill Academic Publishers)

## Конгрессы
- 6th International Congress of Nematology, 2014, Cape Town, South Africa, May 4-9, 2014[2]
- 5th International Congress of Nematology, 2008, Brisbane, Australia (недоступная ссылка)
- 4th International Congress of Nematology, 2002, Brisbane, Australia, Tenerife, 8-13 June.
- Third International Nematology Congress, 1996, Gosier, Guadeloupe, French West Indies, July 7-12.
- II International Nematology Congress, 1990, Veldhoven (The Netherlands), 11-17 August.
- 25th International Symposium on Nematology, Herzliya (Israel), 2-7 April 2000.
- 24th International Nematology Symposium of the European Society of Nematologists, Dundee, Scotland, 4-9 August 1998.
- 21st International Symposium of the European Society of Nematologists, Albufeira (Portugal), 11-17 April 1992.

## Терминология
В нематологии и гельминтологии при описании морфологии круглых червей и в их систематике используются некоторые специфические термины:
- Амфида — хеморецепторный орган в виде углубления кутикулярного слоя на головном конце тела нематод
- Бульбус — мускулистая часть пищевода нематод
- Папилла — кутикулярный вырост, выполняющий смешанную рецепторную функцию (химическую и механорецепторную), губные, головные, анальные
- Протостома — основная часть стомы, состоит из простомы (стенка — прорабдион), мезостомы (стенка — мезорабдион) и метастомы (стенка — метарабдион)
- Спикула — полый кутикулярный половой орган самцов (вместе с рульком, пре- и постанальными папиллами и суплементарными органами образуют копулятивный аппарат)
- Стома — ротовая полость нематод, участок между ротовым отверстием и началом пищевода; состоит из хейлостомы, протостомы и телостомы (стенка — телорабдион)
- Фазмиды — парные латеральные органы (сенсорная и железистая функции)
- Фаринкс (вестибулум) — задняя более или менее хитинизированная вытянутая часть глотки
- Хейлостома — начальная часть стомы (стенка — хейлорабдион)